# Karoliina Kantelinen
Karoliina Kantelinen (* 2. Mai 1975 in Uusikaupunki) ist eine finnische Volksmusikerin (Gesang, Kantele, Obertonflöten) und Ethnomusikologin.

## Wirken
Kantelinen hat sich als Sängerin und Instrumentalistin auf die Interpretation von Runolaulut und anderen Genres der traditionellen karelischen Musik wie Joiku und Itkuversi spezialisiert. Sie gehörte zunächst als Sopranistin zum Frauenchor Philomela, mit dem das Album Mieli (2004) entstand. Jenseits der Wiederentdeckung und Pflege alter Volkstraditionen geht es ihr darum, einen eigenen stilistischen Zugriff zu dieser Musik zu finden, der auch als Beitrag zeitgenössischer Musik Bestand hat. Seit 2012 gehört sie als Sängerin zur finnischen Ethno-Pop-Gruppe Värttinä, mit der sie das Album Viena (2016) vorgelegt hat. Sie ist darüber hinaus in Soloprojekten, aber auch im Duo Tipsy Gipsy mit Susan Aho, bei Suden Aika, SetAkat, Ketsurat, Sari Kaasinen & Otawa und The Swingin’ Shoemakers tätig. Weiterhin ist sie auf Alben von Petri Laaksonen, ihres Bruders Tuomas Kantelinen und Kumea Sound zu hören.
Daneben unterrichtet sie an der Abteilung Ethnomusik an der Universität Helsinki. Ihre Dissertation über die Joik-Traditionen im russischen Karelien hat sie an der Abteilung Volksmusik der Sibelius-Akademie verfasst.

## Diskografie (Auswahl)
- Ellös Huolta Huomisesta (2008)[3]
- Paul Taylor Orchestra Alphorn & Nordic Winds (2015, mit paul taylor orCHestra, Corinne Kappeler, Eliana Burki, Lukas Mantel, unter Leitung von Paul Wegmann Taylor)